# 1949

## Събития
- Алфред Уинслоу Джоунс основава първия Хедж фонд.
- Излиза първото издание на романа за деца Двойната Лотхен от Ерих Кестнер.
- За първи път се провежда българският футболен турнир Работническо първенство.
- Започва идеологическата кампания Борба срещу космополитизма в СССР.
- Коста Рика става първата страна в света, която премахва въобъжениете си сили.
- Основан е българският футболен клуб Академик в Свищов.
- Основан е българският футболен клуб Ботев в Нови пазар.
- Основан е българският футболен клуб ВВС в София.
- Основан е българският футболен клуб Дунав в Русе.
- Основан е българският футболен клуб Кубрат в Кубрат.
- Основан е българският футболен клуб Левски в Лясковец.
- Основан е българският футболен клуб Ловико в Сухиндол.
- Основан е българският футболен клуб Торпедо в Плевен.
- Основан е българският футболен клуб Спартак в Бургас.
- Основан е българският футболен клуб Червено знаме в София.
- Основан е грузинският футболен клуб ФК Дила Гори в Гори.
- Основан е град Кумбран, Уелс.
- Основана е Професионална техническа гимназия във Варна.
- Основана е Русенската опера.
- Открит е древният италиански град Алба Фуценс.
- Официално е открит известният ски курорт Портильо в Чили.
- Създадено е радио Свободна Европа.
- Състои се премиерата на българския игрален филм На тълач.
- Футболен клуб Славия е преименуван на Строител.

### Януари
- 18 януари – Основан е Съветът за икономическа взаимопомощ.
- 25 януари – За първи път са връчени престижните награди Еми.
- 25 януари – В Израел се провеждат първите парламентарни избори.
- 25 януари – Публикувано е съобщение за образуването на СИВ с участието на страните от социалистическия блок България, Полша, Румъния, СССР, Унгария и Чехословакия.
- 28 януари – Приета е Резолюция 67 на Съвета за сигурност на ООН.

### Февруари
- 10 февруари – Приета е Резолюция 68 на Съвета за сигурност на ООН.
- 19 февруари – На своя конференция обществено-политическата организация „Звено“ взема решение да се саморазпусне.
- 24 февруари – Прието е Националното знаме на Самоа.
- 24 февруари – Започва да излиза комунистическият вестник Освободител.
- 25 февруари – Започва т.нар. Пастирски процес.

### Март
- 4 март – Приета е Резолюция 69 на Съвета за сигурност на ООН.
- 7 март – Приета е Резолюция 70 на Съвета за сигурност на ООН.
- 14 март – Създадена е Висшата атестационна комисия в България.
- 24 март – Състои се Двадесет и първата церемония по връчване на филмовите награди „Оскар“ в Лос Анджелис, Калифорния.
- 25 март – Излиза първият брой на ежеседмичното списание Пари Мач.
- 31 март – Основана е италианската фирма-производител на спортни автомобили Абарт.

### Април
- 3 април – Абдула I става крал на Йордания.
- 4 април – Основана е международната организация НАТО във Вашингтон.
- 8 април – Плитвишките езера в Хърватия са обявени за национален парк.
- 16 април – Официално е отворен за посетители замъка Вернигероде в Германия.
- 18 април – Ирландия е обявена за република.
- 19 април – Основан е Национален парк Маврово в Северна Македония.
- 24 април – Основан е Скопският университет „Св. св. Кирил и Методий“

### Май
- 1 май – Открит е естественият спътник на Нептун Нереида.
- 5 май – Основан е Съветът на Европа.
- 9 май – Рение III става принц на Монако.
- 11 май – Сиам официално е преименувана на Тайланд.
- 23 май – Официално е провъзгласена Западна Германия, със столица Бон.
- 27 май – Официално е създадена Японската асоциация по карате.

### Юни
- 8 юни – Публикуван е за първи път антиутопичният политически роман 1984, написан от британския писател Джордж Оруел.

### Юли
- 2 юли – Започва строежът на Мавзолеят на Георги Димитров.
- 2 юли – Състои се премиерата на американския игрален филм Изворът.
- 18 юли – Построен е резерватът „Царичина“.
- 19 юли – Лаос обявява независимост от Франция.
- 27 юли – Приета е Резолюция 71 на Съвета за сигурност на ООН.

### Август
- август – Излиза първият брой на месечно детско списание „Македонче“.
- 11 август – Приета е Резолюция 72 на Съвета за сигурност на ООН.
- 14 август – Основана е Футболната федерация на Македония в Скопие.
- 22 август – Основан е испанският футболен клуб УД Лас Палмас.
- 25 август – Основана е Професионална гимназия по икономика „Проф. д-р Димитър Табаков“, Сливен.
- 27 август – С решение на Българската комунистическа партия са създадени седем масивни „Доброволчески спортни организации“ (ДСО), базирани на различните сектори в икономиката.
- 29 август – Взривена е първата съветска атомна бомба РДС-1.

### Септември
- 23 септември – Състои се премиерата на българския игрален филм Той не умира.
- 27 септември – Основан е португалският футболен тим ГД Шавеш.

### Октомври
- 1 октомври – Китай се обявява за република и Пекин става нейна столица. Утвърдено е и Националното знаме на Китайската народна република.
- 6 октомври – Състои се премиерата на американския игрален филм Наследницата.
- 7 октомври – Основана е Германската демократична република.
- 9 октомври – Официално е открит стадион Партизан в Белград.
- 11 октомври – Официално е открит Паметникът „11 октомври“ в град Струмица, Северна Македония.
- 16 октомври – Приключва Гражданската война в Гърция, първият голям въоръжен конфликт в Европа след Втората световна война.
- 18 октомври – За първи път се отбелязва Празника на Аляска.

### Ноември
- 1 ноември – Излиза първото издание на националния вестник на Германия „Франкфуртер Алгемайне Цайтунг“.
- 1 ноември – Основана е Китайската академия на науките.
- 1 ноември – Всички 55 души на борда на самолета при полет 537 на „Ийстърн Еър Лайнс“ загиват, когато е ударен във въздуха от „Локхийд P-38 Лайтнинг“ близо до Вирджиния, САЩ.
- 8 ноември – Състои се премиерата на американския игрален филм Цялото кралско войнство.
- 10 ноември – Основан е българският футболен клуб Академик в Свищов.
- 26 ноември – Приета е конституцията на Индия.

### Декември
- 2 декември – Официално е открита ТЕЦ София.
- 5 декември – Построен е Резервата Тисата.
- 8 декември – Открито е Панагюрско златно съкровище.
- 19 декември – Открит е химичният елемент Берклий от Глен Сиборг.
- 20 декември – Град Варна е преименуван на Сталин и носи това име до 1956 г.
- 21 декември – Учредена е Ленинската награда за мир.
- 28 декември – Основана е германската компания за огнестрелни оръжия Heckler & Koch.

## Родени
- Вело Ташовски, художник от Република Македония († 2009 г.)
- Георги Георгиев, български политик
- Дончо Баксанов, български политик
- Йоил Франгакос, гръцки духовник
- Катрин Стоун, американска лекарка
- Марио Марков, български продуцент
- Николай Джеджев, български поет († 2003 г.)
- Питър Уот, австралийски писател
- Стайко Трифонов, български историк († 1999 г.)
- Хаджи Пируши, албански общественик
- Хоми Баба, английски философ

### Януари
- 7 януари – Ан Шедийн, американска актриса
- 10 януари
  - Джеймс Лапайн, американски режисьор
  - Джордж Форман, американски боксьор († 2025 г.)
- 12 януари
  - Божил Колев, български футболист
  - Отмар Хицфелд, немски футболист
  - Харуки Мураками, японски писател
- 13 януари – Ракеш Шарма, индийски космонавт
- 20 януари
  - Иван Стоянов, български футболист († 2017 г.)
  - Йоран Пешон, шведски политик
- 21 януари – Чьонг Тан Шанг, виетнамски политик
- 22 януари – Драган Малешевич Тапи, сръбски художник († 2002 г.)
- 25 януари – Пол Нърс, британски генетик
- 27 януари – Петър Димитров, български политик
- 28 януари – Божил Колев, български футболист
- 31 януари – Кен Уилбър, американски писател

### Февруари
- 1 февруари
  - Михо Михов, български генерал
  - Франко Каузио, италиански футболист
- 2 февруари – Брент Спайнър, американски актьор
- 5 февруари
  - Курт Бек, германски политик
  - Мануел Орантес, испански тенисист
- 9 февруари
  - Бевърли Суърлинг, американска писателка
  - Колин Маккейб, английски писател
- 12 февруари
  - Иван Стоянов, български историк († 2017 г.)
  - Хоакин Сабина, испански поет
- 14 февруари – Петър Петров-Пешо Мустака, български актьор († 2010 г.)
- 17 февруари – Петер Пиот, белгийски лекар
- 19 февруари – Пламен Вачков, български политик
- 20 февруари – Васе Манчев, писател от Република Македония
- 22 февруари – Ники Лауда, австрийски автомобилен състезател
- 24 февруари – Пасхалис Терзис, гръцки певец
- 25 февруари – Амин Маалуф, ливански писател
- 26 февруари – Ема Къркби, британска певица

### Март
- 1 март
  - Виолета Димитрова, български хирург
  - Хисни Шакири, албански революционер
- 3 март
  - Георги Божинов, български политик
  - Георги Новаков, български актьор
- 4 март – Сергей Багапш, абхазки политик († 2011 г.)
- 10 март – Агоп Мелконян, български писател († 2006 г.)
- 11 март – Бисер Деянов, български балетист
- 18 март
  - Алекс Хигинс, ирландски професионален играч на снукър († 2010 г.)
  - Родриго Рато, испански политик
- 19 март – Валери Леонтиев, руски певец
- 21 март – Славой Жижек, словенски писател
- 22 март
  - Джон Тошак, уелски футболист
  - Фани Ардан, френска актриса
  - Юрий Мухин, съветски изобретател
- 23 март – Ириней Константинов, български актьор
- 24 март
  - Табита Кинг, американска писателка
  - Цоньо Ботев, български политик
- 26 март – Патрик Зюскинд, немски писател
- 27 март – Дубравка Угрешич, хърватска писателка († 2023 г.)
- 28 март – Ернст Дил, германски футболист

### Април
- 1 април – Айрийн Пепърбърг, американски учен
- 2 април – Стоян Николов, български борец
- 3 април – Александър Томов, български борец
- 5 април – Джудит Резник, американска астронавтка († 1986 г.)
- 6 април
  - Бригите Швайгер, австрийска писателка († 2010 г.)
  - Хорст Щьормер, американски физик, лауреат на Нобелова награда за физика през 1998 г.
- 7 април
  - Валентина Матвиенко, руски политик
  - Гиду Мантега, бразилски политик
  - Мич Даниелс, американски политик
- 13 април
  - Жан-Жак Фавие, френски астронавт
  - Кристофър Хитчънс, британско-американски автор († 2011 г.)
  - Рикардо Зунино, аржентински пилот от Формула 1
- 15 април
  - Алла Пугачова, руска поппевица
  - Кадир Инанър, турски киноартист
- 17 април – Валентин Кулев, български художник
- 19 април – Неждет Моллов, български политик
- 20 април
  - Вероника Картрайт, американска актриса
  - Джесика Ланг, американска актриса
  - Клара Маринова, български журналист
- 21 април
  - Пламен Джуров, български композитор
  - Татяна Бек, руски поет († 2005 г.)
- 22 април – Вилхелм Краус, български политик
- 25 април – Доминик Строс-Кан, френски политик
- 26 април
  - Емил Басат, български журналист
  - Стоил Трънков, български футболист
- 29 април
  - Божидар Пампулов, български тенисист
  - Матей Пампулов, български тенисист
- 30 април – Джеймс Грейди, американски журналист

### Май
- 1 май
  - Димитър Боримечков, български журналист
  - Пол Тътъл-старши, дизайнер на мотоциклети
- 3 май
  - Алберт Сако, американски астронавт
  - Бой Хайе, холандски пилот от Формула 1
- 4 май
  - Греъм Суифт, английски писател
  - Димитър Лисичаров, български оператор
- 5 май – Олег Атков, руски лекар
- 6 май – Веле Смилевски, писател от Република Македония
- 9 май
  - Били Джоел, американски певец
  - Пенка Седларска, български изкуствовед
- 13 май – Катя Филипова, българска певица († 2012 г.)
- 19 май – Анелия Атанасова, български политик
- 20 май – Илко Ескенази, български политик († 1994 г.)
- 21 май – Арно, белгийски певец
- 22 май – Клаудиа Сакскобургготска, германска аристократка
- 23 май – Алан Гарсия, перуански политик († 2019 г.)
- 26 май – Уорд Кънингам, създател на Уики
- 28 май – Стефан Димитров, български композитор
- 29 май – Браян Кид, английски футболист
- 30 май – Симеон Симев, журналист от Република Македония
- 31 май – Чавдар Червенков, български офицер

### Юни
- юни – Ван Липин, даотист
- 2 юни
  - Владимир Луков, български поет
  - Омар Калабрезе, италиански семиотик († 2012 г.)
- 5 юни – Кен Фолет, уелски писател
- 6 юни – Филип Джиан, френски писател
- 11 юни – Том Прайс, британски пилот от Ф1 († 1977 г.)
- 12 юни – Юрий Батурин, руски политик
- 13 юни – Огнян Николов, български борец
- 14 юни – Стоян Александров, български политик
- 15 юни – Джим Варни, американски комик († 2000 г.)
- 18 юни
  - Лех Качински, полски политик († 2010 г.)
  - Ярослав Качински, полски политик
- 19 юни – Мерилин Кей, американска писателка
- 20 юни – Кен Бошкоф, канадски политик
- 22 юни
  - Алан Озмънд, американски музикант
  - Мерил Стрийп, американска актриса
- 25 юни – Патрик Тамбе, пилот от световния шампионат на Ф1
- 26 юни – Недялка Ангелова, българска лекоатлетка

### Юли
- 1 юли – Джон Фарнъм, австралийски певец
- 3 юли
  - Генко Изворски, български писател
  - Емилия Масларова, български политик
- 4 юли – Хорст Зеехофер, немски политик
- 5 юли – Атанас Михайлов, български футболист († 2006 г.)
- 14 юли – Стоян Александров, български финансист и политик
- 15 юли – Красимир Мирев, български лекар
- 17 юли – Гийзър Бътлър, британски музикант
- 19 юли
  - Александър Паунов, български политик
  - Богдана Карадочева, българска певица
  - Кгалема Мотланте, южноафрикански политик
  - Недялка Сандалска, българска бизнесдама
- 20 юли – Маруся Любчева, български политик
- 21 юли
  - Анри Кулев, български карикатурист
  - Патриша Райс, американска писателка
- 22 юли – Мохамед бин Рашид ал-Мактум, министър-председател на ОАЕ
- 24 юли
  - Асен Гаргов, български поп певец, музикант и композитор († 2017 г.)
  - Йозеф Пирунг, германски футболист († 2011 г.)
- 25 юли – Олга Арбулевска, писателка от Република Македония
- 26 юли – Роджър Тейлър, британски музикант
- 27 юли
  - Венелин Узунов, български политик
  - Робърт Ранкин, британски писател
- 28 юли – Станчо Тодоров, български инженер
- 29 юли – Любчо Силяновски, писател от Република Македония

### Август
- 1 август – Курманбек Бакиев, киргизстански политик
- 2 август – Берталан Фаркаш, унгарски космонавт
- 5 август – Юри Морозов, премиер на Южна Осетия
- 6 август – Георги Найденов – Гого, български музикант († 2014 г.)
- 7 август – Тодор Кабакчиев, български диригент
- 8 август – Рикардо Лондоньо, колумбийски пилот от Формула 1 († 2009 г.)
- 11 август
  - Георги Спасов, политик от Република Македония
  - Румяна Стефанова, българска състезателка († 1978 г.)
- 12 август – Марк Нопфлър, британски музикант
- 15 август – Стефан Величков, български футболист
- 20 август – Фил Лайнът, ирлански музикант († 1986 г.)
- 24 август – Ана Фишър, американска астронавтка
- 25 август
  - Джефри Карвър, американски писател
  - Джийн Симънс, един от основателите на група KISS
- 26 август – Васил Джамбазки, български футболист
- 29 август
  - Волфганг Дзиони, немски музикант
  - Рей Уайз, американски актьор
- 31 август
  - Дейвид Полицер, американски физик, лауреат на Нобелова награда за физика през 2004 г.
  - Ричард Гиър, американски актьор

### Септември
- 3 септември – Петър VII, патриарх на Александрия († 2004 г.)
- 7 септември – Глория Гейнър, американска певица
- 10 септември – Виктор Пасков, български писател († 2009 г.)
- 12 септември – Борислав Борисов, български икономист
- 13 септември – Павлина Климкар - Меанджиева, поетеса от Република Македония
- 16 септември – Хрисманшах Рахади, индонезийски певец († 2007 г.)
- 18 септември – Питър Шилтън, английски футболен вратар
- 19 септември – Туиги, английска манекенка
- 20 септември – Сабин Азема, френска актриса
- 23 септември – Брус Спрингстийн, американски музикант
- 24 септември – Педро Алмодовар, испански режисьор
- 26 септември – Минет Уолтърс, британска писателка
- 28 септември – Володя Нейков, български дипломат
- 29 септември
  - Евгени Ерменков, български шахматист
  - Йоргос Даларас, гръцки певец
  - Петко Данчев, български политик († 2012 г.)
- 30 септември – Мишел Тонини, френски космонавт

### Октомври
- 2 октомври
  - Илич Рамирес Санчес, венецуелски терорист
  - Мечислав Домарадски, полски археолог († 1998 г.)
  - Михаел Блеекемолен, холандски пилот от Формула 1
- 3 октомври
  - Ристо Лазаров, поет от Република Македония
  - Стефан Стайков, български футболист
- 4 октомври – Луис Сепулведа, чилийски писател
- 8 октомври
  - Сигорни Уийвър, американска киноактриса
  - Томас Фелер, швейцарски дипломат
- 9 октомври – Отавия Пиколо, италианска актриса
- 12 октомври – Тоня Горанова, българска художничка
- 13 октомври
  - Нана Александрия, грузинска шахматистка
  - Патрик Нев, белгийски пилот от Формула 1
- 21 октомври – Бенямин Нетаняху, израелски политик
- 22 октомври – Арсен Венгер, френски треньор по футбол
- 26 октомври – Корина Кириак, румънска певица
- 28 октомври – Джон Макгавърн, британски футболист

### Ноември
- 2 ноември
  - Лоис Макмастър Бюджолд, американска писателка
  - Франки Милър, шотландски музикант
- 3 ноември – Ана Уинтур, британска журналистка
- 7 ноември – Йоаким Делядровско-Илинденски, северномакедонски духовник
- 8 ноември – Бони Райт, американска певица
- 13 ноември
  - Валентин Илиев, български математик
  - Юрий Ангелов, български актьор
- 15 ноември – Марин Христов, български учен
- 16 ноември – Никола Василев, български политик
- 22 ноември – Райнер Гайе, германски футболист
- 28 ноември
  - Венцеслав Стефанов, български бизнесмен
  - Влади Киров, български сценарист
  - Корнелиу Вадим Тудор, румънски политик
- 29 ноември
  - Александър Димитров, политик от Република Македония
  - Кенет Камерън, американски инженер

### Декември
- декември – Джоу Шънсиен, китайски политик
- 1 декември
  - Пабло Ескобар, колумбийски наркобарон
  - Себастиан Пинера, чилийски политик
- 3 декември – Милка Стоянова, българска поетеса
- 4 декември – Джеф Бриджис, американски актьор
- 6 декември – Жозе Карлуш Шварц, музикант от Гвинея-Бисау († 1977 г.)
- 12 декември – Бил Най, английски актьор
- 13 декември – Александър Тиянич, сръбски журналист († 2013 г.)
- 14 декември – Клиф Уилямс, басист на AC/DC
- 15 декември – Дон Джонсън, американски актьор
- 17 декември – Пол Роджърс, британски рок музикант
- 20 декември
  - Греъм Фрай, британски дипломат
  - Флойд Къмингс, американски боксьор
- 23 декември
  - Ейдриан Бълю, американски китарист
  - Иван Костов, български политик
- 24 декември
  - Арлиндо Чинаглия, бразилски медик
  - Вили Райман, германски футболист
  - Уорлик Браун, австралийски пилот от Формула 1
- 26 декември – Жузе Рамус-Орта, източнотиморски политик
- 29 декември – Милан Асадуров, български писател
- 30 декември – Брус Феърбеърн, канадски музикант († 1999 г.)
- 31 декември – Делва Касире Кумакойе, министър-председател на Чад

## Починали
- Богдан Морфов, български инженер (р. 1872 г.)
- Васил Касабов (р. 1866 г.), български търговец и индустриалец, политик, кмет на Ески Джумая / Търговище (1902 – 1904; 1908 – 1909)[1]
- Кирил Гунев, български финансист (р. 1887 г.)
- Константинос Мазаракис, гръцки военен и революционер
- Наум Цветинов, български революционер (р. 1873 г.)
- Петър Будинов, български комунист (р. 1920 г.)
- Сава Попов, български географ (р. 1874 г.)
- Симеон Зографов, български общественик (р. 1876 г.)

### Януари
- 6 януари – Виктор Флеминг, американски режисьор (р. 1889 г.)
- 6 януари – Стоян Бъчваров, български актьор (р. 1878 г.)
- 10 януари – Ерих фон Дригалски, немски географ (р. 1865 г.)
- 14 януари – Хари Стек Съливан, американски психиатър
- 15 януари – Енгелберт-Мария фон Аренберг, херцог на Аренберг (р. 1872 г.)
- 15 януари – Йероним Стамов, български общественик (р. 1888 г.)
- 18 януари – Чарлз Понци, италиански финансист (р. 1882 г.)
- 27 януари – Борис Асафиев, руски композитор (р. 1884 г.)

### Февруари
- 2 февруари – Теодорос Нацинас, гръцки просветен деец (р. 1872 г.)
- 11 февруари – Аксел Мунте, шведски лекар (р. 1857 г.)
- 20 февруари – Кейт Фрийдлендър, австрийски психоаналитик (р. 1902 г.)
- 26 февруари – Иван Сокачев, български писател (р. 1887 г.)

### Март
- 6 март – Анна Карима, българска писателка (р. 1871 г.)
- 15 март – Васил Джабарски, български опълченец (р. 1848 г.)
- 30 март – Харалд Датски, датски принц (р. 1876 г.)

### Април
- 8 април – Вилхелм Адам, германски офицер (р. 1877 г.)
- 11 април – Роза Попова, българска актриса и режисьор (р. 1879 г.)
- 14 април – Теодоси Атанасов, български политик (р. 1876 г.)
- 16 април – Юрдан Трифонов, български филолог (р. 1864 г.)
- 17 април – Александра Екстер, руска художничка (р. 1882 г.)
- 18 април – Леонард Блумфийлд, американски лингвист (р. 1887 г.)
- 18 април – Уил Хей, британски актьор (р. 1888 г.)
- 19 април – Мате Булев, гръцки партизанин (р. 1904 г.)
- 19 април – Ото Нерц, германски футболист (р. 1892 г.)
- 30 април – Димитър Малинчев, български революционер (р. 1884 г.)

### Май
- 6 май – Морис Метерлинк, белгийски писател, лауреат на Нобелова награда за литература през 1911 г. (р. 1862 г.)
- 9 май – Луи II, принц на Монако (р. 1870 г.)
- 13 май – Катина Андреева, гръцка партизанка (р. 1928 г.)
- 17 май – Димитър Цветков, български офицер (р. ? г.)
- 21 май – Клаус Ман, немски писател (р. 1906 г.)
- 24 май – Алексей Шчусев, руски архитект (р. 1873 г.)
- 30 май – Марку Беза, румънски писател (р. 1882 г.)

### Юни
- 10 юни – Сигрид Унсет, норвежка писателка (р. 1882 г.)
- 11 юни – Кочи Дзодзе, албански политик (р. 1917 г.)

### Юли
- 2 юли – Георги Димитров, български политик (р. 1882 г.)
- 12 юли – Георги Занков, български революционер (р. 1886 г.)
- 16 юли – Вячеслав Иванов, руски поет (р. 1866 г.)
- 30 юли – Стоян Данев, български политик (р. 1858 г.)

### Август
- 7 август – Едуард Торндайк, американски психолог (р. 1874 г.)
- 7 август – Камен Луков, български офицер (р. 1875 г.)
- 9 август – Дончо Костов, български биолог (р. 1897 г.)
- 15 август – Растко Петрович, сръбски поет и писател (р. 1898 г.)
- 16 август – Маргарет Мичел, американска писателка (р. 1900 г.)
- 25 август – Кръстьо Пастухов, български политик (р. 1874 г.)
- 26 август – Султана Николова, българска артистка (р. 1880 г.)
- 30 август – Севасти Кирязи, албанска учителка (р. 1871 г.)

### Септември
- 7 септември – Елтън Мейо, американски социолог (р. 1880 г.)
- 7 септември – Хосе Клементе Ороско, мексикански живописец (р. 1883 г.)
- 8 септември – Рихард Щраус, немски композитор (р. 1864 г.)
- 12 септември – Климент Шапкарев, български революционер (р. 1875 г.)
- 13 септември – Аугуст Крог, датски физиолог (р. 1874 г.)
- 22 септември – Ким Чен Сук, съпруга на Ким Ир Сен (р. 1917 г.)
- 25 септември – Ганчо Ценов, български историк (р. 1870 г.)

### Октомври
- 17 октомври – Фьодор Толбухин, съветски маршал (р. 1894 г.)
- 29 октомври – Георги Гурджиев, съветски философ (р. 1866 г.)
- 31 октомври – Едуард Стетиниус, американски политик (р. 1900 г.)

### Ноември
- 1 ноември – Никола Жеков, военен деец (р. 1865 г.)
- 6 ноември – Лед Бели, американски музикант (р. 1888 г.)
- 6 ноември – Никола Хаджипетков, български военен деец (р. 1891 г.)
- 9 ноември – Христо Ковачевски, български архитект (р. 1860 г.)
- 19 ноември – Джеймс Енсор, белгийски художник (р. 1860 г.)
- 20 ноември – Рейджиро Вакацуки, Министър-председател на Япония (р. 1866 г.)
- 25 ноември – Димитър Маджаров, български революционер (р. 1882 г.)

### Декември
- 3 декември – Елин Пелин, български писател (р. 1877 г.)
- 17 декември – Трайчо Костов, български политик (р. 1897 г.)
- 29 декември – Рубен Маркъм, американски журналист (р. 1887 г.)
- 30 декември – Леополд IV, княз на Липе (р. 1871 г.)

## Нобелови награди
- Физика – Хидеки Юкава
- Химия – Уилям Джиок
- Физиология или медицина – Валтер Хес, Егаш Мониш
- Литература – Уилям Фокнър
- Мир – Джон Бойд Ор

Вижте също:
- календара за тази година